# Turismo de parto

Países con derecho a la ciudadanía desde el nacimiento
Ciudadanía incondicional desde el nacimiento para las personas nacidas en el país
Derecho de ciudadanía desde el nacimiento con restricciones
Derecho de ciudadanía desde el nacimiento cancelado

El turismo de parto o turismo de maternidad es el término utilizado cuando una persona viaja a un país que practica la ciudadanía por nacimiento con la finalidad de dar a luz allí y de esta manera el niño obtiene ser ciudadano del país de destino.

## Argentina
Cualquier persona nacida en territorio argentino adquiere la ciudadanía argentina al momento del nacimiento, exceptuando los hijos de personas al servicio de un gobierno extranjero, como diplomáticos. A lo largo del tiempo, Argentina ha albergado múltiples oleadas migratorias, producto de la facilidad de ciudadanía.
Esto también aplica para las personas nacidas en las Islas Malvinas, territorio disputado entre Argentina y Reino Unido.
La ciudadanía argentina es irrenunciable, es decir, aunque la persona renuncie a la ciudadanía, sigue siendo ciudadano argentino.

## Estados Unidos

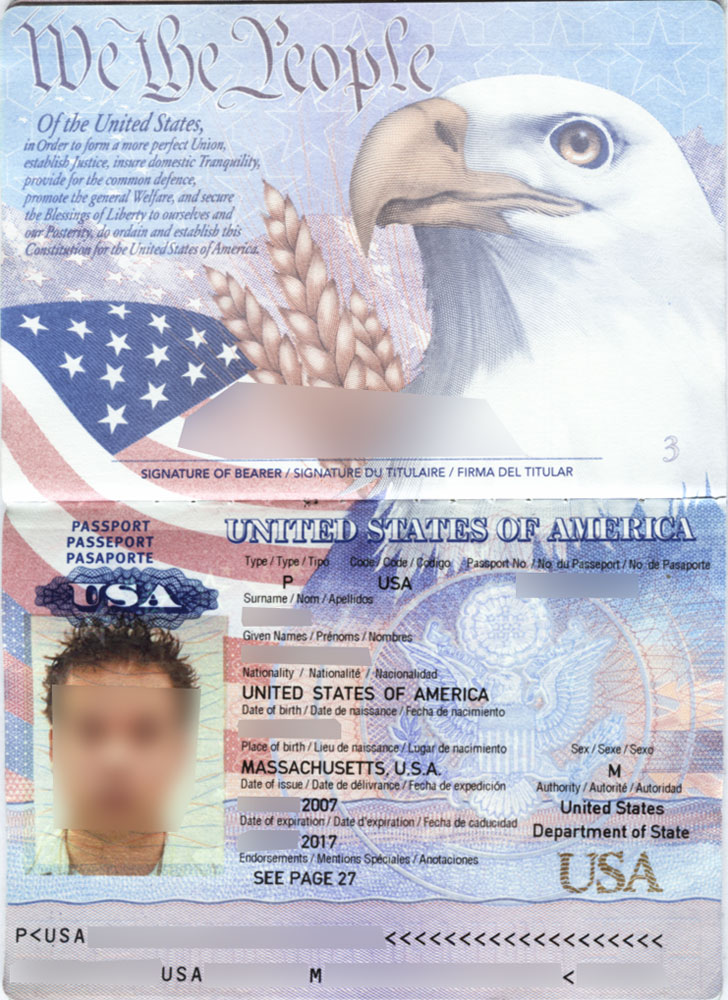
Pasaporte de los Estados Unidos de América

La Decimocuarta Enmienda a la Constitución de los Estados Unidos garantiza la ciudadanía de EE. UU. a los nacidos en su territorio, siempre y cuando la persona está "sujeto a la jurisdicción" de los Estados Unidos.
Usualmente las parejas viajan a Estados Unidos con permiso de internamiento o visado con el fin de que sus hijos nazcan en ese país y obtengan la nacionalidad estadounidense o doble nacionalidad y de esta manera garantizándoles el acceso a sus servicios de salud y educativos.
Viajar a Estados Unidos para dar a luz no es un delito, por lo que padres que creen que la nacionalidad norteamericana les garantizará un mejor futuro a sus hijos no dudan en gastar una buena cantidad con tal de que sus hijos nazcan ahí.
Recientemente, "paquetes" de nacimiento comercializados hacia los turistas mexicanos y turistas en el extranjero están disponibles en El Paso, Texas. Esta generación reciente de los servicios de obstetricia y ginecología internacionales ofrecen a turistas precios más económicos y accesibles al público en general.

## Canadá
Desde 1947, la ley Canadiense de ciudadanía ha conferido la ciudadanía canadiense por nacimiento a cualquier persona nacida en Canadá, sin importar la ciudadanía o estatus migratorio de los padres. La única excepción es para los niños nacidos en Canadá de representantes de gobiernos extranjeros u organizaciones internacionales. El gobierno canadiense ha considerado limitar la ciudadanía el jus soli y continúa debatiendo el tema a partir de 2012 pero aún no ha cambiado esta parte de la legislación canadiense.

## Hong Kong
De acuerdo con la Ley Básica de Hong Kong, los ciudadanos chinos nacidos en Hong Kong tiene el derecho de residencia en el territorio (ius soli), es decir, todos los derechos de la ciudadanía otorga a los residentes de Hong Kong. Un caso de 2001 del Director de la corte de Inmigración Chong Fung Yuen afirmó que este derecho se extiende a los hijos de padres de la China continental que se no sean residentes de Hong Kong. Como resultado, ha habido una afluencia de madres que dan a luz la parte continental en Hong Kong con el fin de obtener el derecho de residencia para el niño.
En 2009, el 36% de los bebés nacidos en Hong Kong fueron hijos de padres procedentes de China continental. Esto ha dado lugar a reacción de algunos círculos en Hong Kong y de aumento de la tensión potencial en la red en el territorio de bienestar social y el sistema educativo. Los intentos de restringir los beneficios de estos nacimientos han sido rechazadas por los tribunales del territorio.
Los segmentos de la población de Hong Kong ha reaccionado de forma negativa a este fenómeno, que ha exacerbado las tensiones sociales y culturales entre Hong Kong y China continental. La situación llegó a un punto de ebullición a principios de 2012, con habitantes de Hong Kong tomaron la calle para protestar por la afluencia de turismo de nacimiento de la China continental.

## Irlanda
La ley de nacionalidad irlandesa incluía la ciudadanía por nacimiento hasta 2004 cuando la Enmienda 27 fue aprobada por referéndum. La enmienda fue precedida cuando los medios de comunicación informaron que mujeres embarazadas estaban solicitando asilo político aun esperando que sus solicitudes probablemente fueran rechazadas si aun podrían permanecer en Irlanda si su bebe era ciudadano de ese país.